# Degeneració lobar frontotemporal
La degeneració lobar frontotemporal (DLFT) és un procés patològic que es produeix en la demència frontotemporal. Es caracteritza per atròfia al lòbul frontal i al lòbul temporal del cervell, sense afectar els lòbuls parietal i occipital.
Les proteïnopaties comunes que es troben a DLFT inclouen l'acumulació de proteïnes tau i la proteïna 43 enllaçada a l'ADN TAR (TDP-43). Les mutacions del gen C9orf72 s'han establert com una contribució genètica important en la DLFT, tot i que els defectes de la granulina (GRN) i les proteïnes associades als microtúbuls (MAP) també s'hi associen.